# Березівка (Берестинський район)
Березі́вка — село в Україні, у Берестинському районі Харківської області. Населення становить 564 осіб. Орган місцевого самоврядування — Соснівська сільська рада.

## Географія
Село Березівка знаходиться на правому березі річки Берестова, вище за течією на відстані 3 км розташоване село Власівка, нижче за течією на відстані 1 км розташоване село Соснівка, на протилежному березі розташоване село Дячківка.

## Історія
Березівка була заснована 1910 року.

## Населення
Згідно з переписом УРСР 1989 року чисельність наявного населення села становила 620 осіб, з яких 267 чоловіків та 353 жінки.
За переписом населення України 2001 року в селі мешкали 562 особи.

### Мова
Розподіл населення за рідною мовою за даними перепису 2001 року:
| Мова       | Відсоток |
| ---------- | -------- |
| українська | 95,04 %  |
| російська  | 3,55 %   |
| вірменська | 1,24 %   |
| молдовська | 0,18 %   |

## Соціальна сфера
У селі знаходиться загальноосвітня школа.

## Відомі люди
У селі народились:
- Танцюра Василь Іванович (нар. 1937) — доктор історичних наук, професор.